# AfricTivistes
AfricTivistes est une organisation panafricaine de la société civile, basée à Dakar, qui œuvre à la promotion et à la défense des valeurs démocratiques, des droits humains et de la bonne gouvernance par le biais du numérique.
Fondée le 26 novembre 2015 par Cheikh Fall, AfricTivistes compte à ce jour plus de 400 membres répartis dans 40 pays du continent africain.

## Histoire

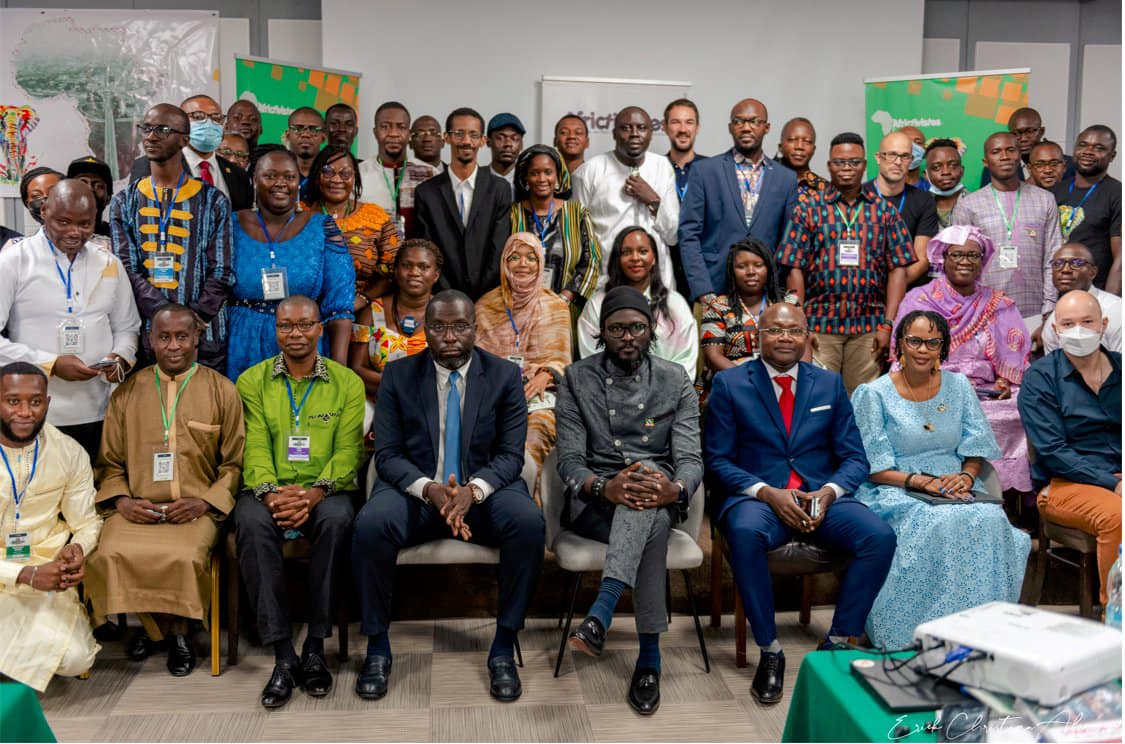
3ème Sommet de AfricTivistes à Abidjan, 2021

À sa fondation, AfricTivistes s'est inscrite dans un contexte de recul démocratique en Afrique et de révolution numérique. Elle portait alors le nom de Ligue africaine des blogueurs et web activistes pour la démocratie.

## Actions
AfricTivistes a entrepris des initiatives centrées sur la protection des droits humains, la promotion de la démocratie participative, la bonne gouvernance et la souveraineté numérique en Afrique. Ils plaident pour l'engagement de divers acteurs dans les processus de transformation socio-politique,,,.

### Plaidoyer
En février 2024, AfricTivistes a saisi la Cour de justice de la CEDEAO pour dénoncer les coupures répétées imposées d'Internet par les autorités sénégalaises,.

### Formations
En 2021, AfricTivistes a élaboré un MOOC dans le cadre du Charter Project Africa, visant à faciliter la mise en œuvre et l'appropriation de la Charte Africaine sur la Démocratie, les Élections et la Bonne Gouvernance (CADEG) de l'Union africaine.
De 2022 à 2023, AfricTivistes, en partenariat avec WILDAF, WACSI et OXFAM, a mené des formations et des campagnes en ligne dans les pays du Sahel pour renforcer les capacités des acteurs de la société civile et réduire les inégalités dans cette région,.
Depuis le 12 janvier 2024, AfricTivistes a lancé un MOOC visant à combler les lacunes en matière de cybersécurité et à surmonter la technophobie.

### Citizen Labs
En 2022 et 2023, AfricTivistes a implanté des ateliers citoyens en Mauritanie et au Bénin pour renforcer les capacités de la société civile africaine en matière d'engagement civique, grâce à des solutions numériques.

### Prix et distinctions
En 2018 et 2021, AfricTivistes a décerné le Prix Anna Gueye à la journaliste et activiste ougandaise Rosebell Kagumire et à la blogueuse malienne Fatoumata Harber, respectivement, pour célébrer la démocratie numérique et la liberté d'expression,,.
En 2021, AfricTivistes a décerné le Civic Action Prize à Djamila Boubacar Sahabi pour son engagement civique,.

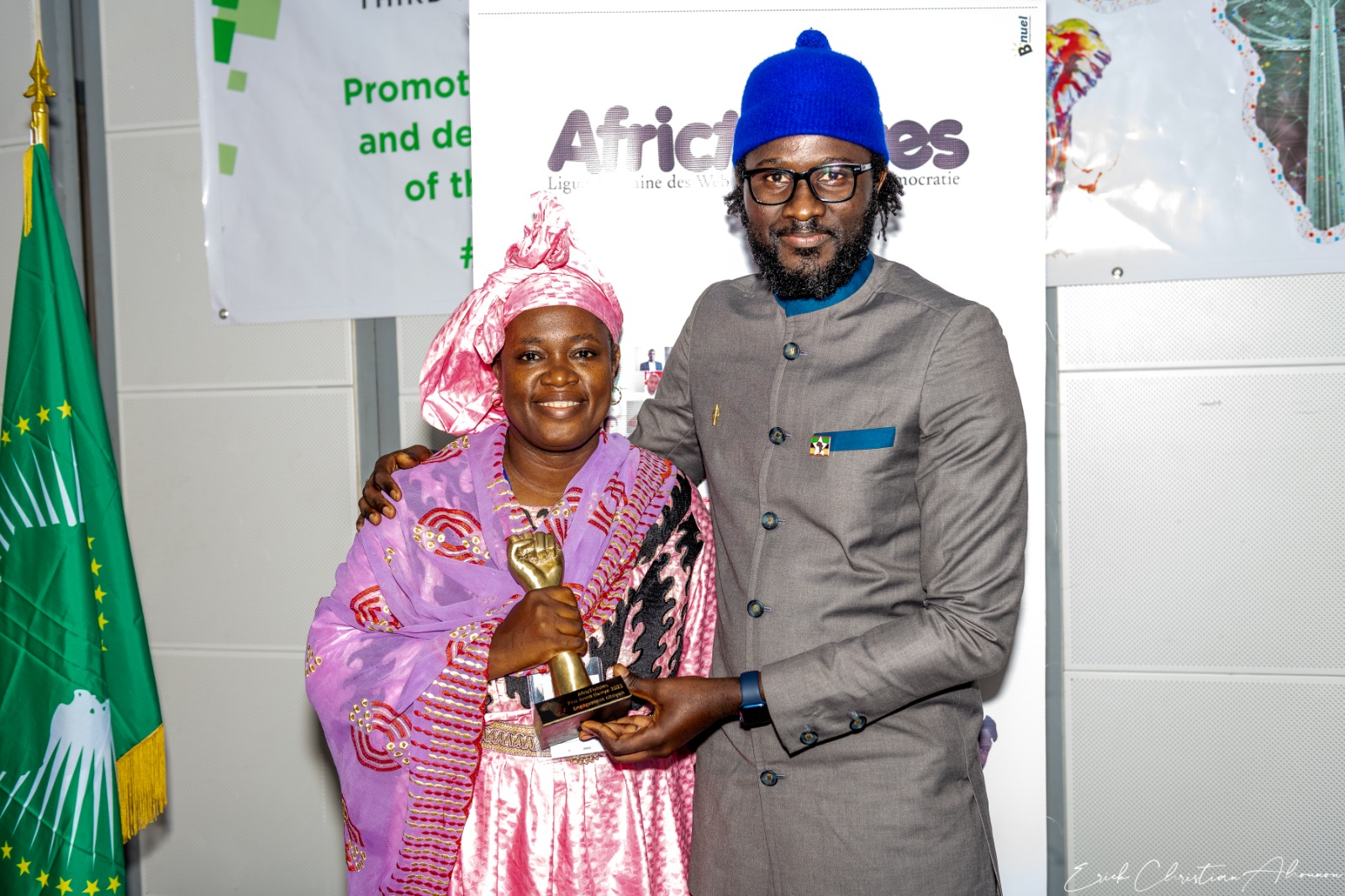
Fatoumata Harber avec le Président de AfricTivistes, Cheikh Fall

En octobre 2023, le Prix AfricTivistes Média & Démocratie a été attribué à la radio sénégalaise Sud FM pour honorer son parcours remarquable et son engagement envers les principes démocratiques,.